# 직접 접근 기억 장치
직접 접근 기억 장치(direct access storage device, DASD)는 메인프레임 컴퓨터와 일부 미니컴퓨터의 보조 기억 장치를 가리키는 용어로, 개별 물리 레코드가 구별된 위치와 고유 주소를 지니고 있는 기억 장치를 말한다.
역사적으로 IBM은 이 용어를 다음과 같은 3가지 종류의 장치에 적용한다:
1. 디스크 드라이브
2. 자기 드럼
3. 데이터 셀

현재는 CD-ROM과 DVD-ROM 장치 또한 DASD로 분류하기도 한다.

## 구조
IBM 메인프레임은 종속되는 미니 프로세서의 일종인 "채널"을 통해 입출력 장치에 접근한다. 채널 프로그램은 해당 장치의 쓰기, 읽기, 제어를 담당한다.

## 접근 방식

### DOS/VSE
- DAmod/DTFDA – 직접 접근
- SDmod/DTFSD – 순차적
- ISmod/DTFIS - 색인, 순차적
- VSAM (가상 기억 접근 방식)

### MVS, OS/390
- BSAM (Basic Sequential Access Method)
- BISAM (Basic Indexed Sequential Access Method)
- QSAM (Queued Sequential Access Method)
- QISAM (Queued Indexed Sequential Access Method)
- BPAM (Basic Partitioned Access Method)
- BDAM (Basic Direct Access Method)
- VSAM (가상 스토리지 접근 방식)

## 같이 보기
- 하드 디스크
- ESCON